# Инче
Инче (мкд. Инче) је насеље у Северној Македонији, у средишњем делу државе.
Инче припада општини Македонски Брод.

## Географија
Насеље Инче је смештено у средишњем делу Северне Македоније. 
Од седишта општине, градића Македонски Брод, насеље је удаљено 35 km северно.
Рељеф: Инче се налази у области Порече, која обухвата средишњи део слива реке Треске. Дато подручје је изразито планинско. Насеље је положено на југоисточним падинама Суве Горе. Надморска висина насеља је приближно 810 метара.
Клима у насељу је планинска због знатне надморске висине.

## Историја
Почетком 20. века, као и Порече, становништво Инча је било наклоњено српској народној замисли, па се месно становништво изјашњавало Србима.

## Становништво
По попису становништва из 2002. године Инче је имало 30 становника.
Претежно становништво у насељу су етнички Македонци (97% према последњем попису).
Већинска вероисповест у насељу је православље.

## Збирка слика
- Знак за Инче
- Стара кућа у Инчу